# Urcos
Urcos – miasto w Peru, w regionie Cuzco, stolica prowincji Quispicanchi. 
Miasto  położone jest na brzegu niemal wyschniętej laguny, na wys. 3150 m n.p.m. W 2005 liczyło 5 713 mieszkańców. Można w nim zwiedzić jednonawowy renesansowy kościół i ruiny świątyni Inków.